# Forteresse de Kupinik
Les ruines de la forteresse de Kupinik (en serbe cyrillique : Тврђава "Купиник" у Купинову ; en serbe latin : Tvrđava "Kupinik" u Kupinovu) sont situées à Kupinovo, dans la province de Voïvodine et dans le district de Syrmie, en Serbie. Elles sont inscrites sur la liste des monuments culturels de grande importance de la République de Serbie (identifiant no SK 1264).

## Présentation

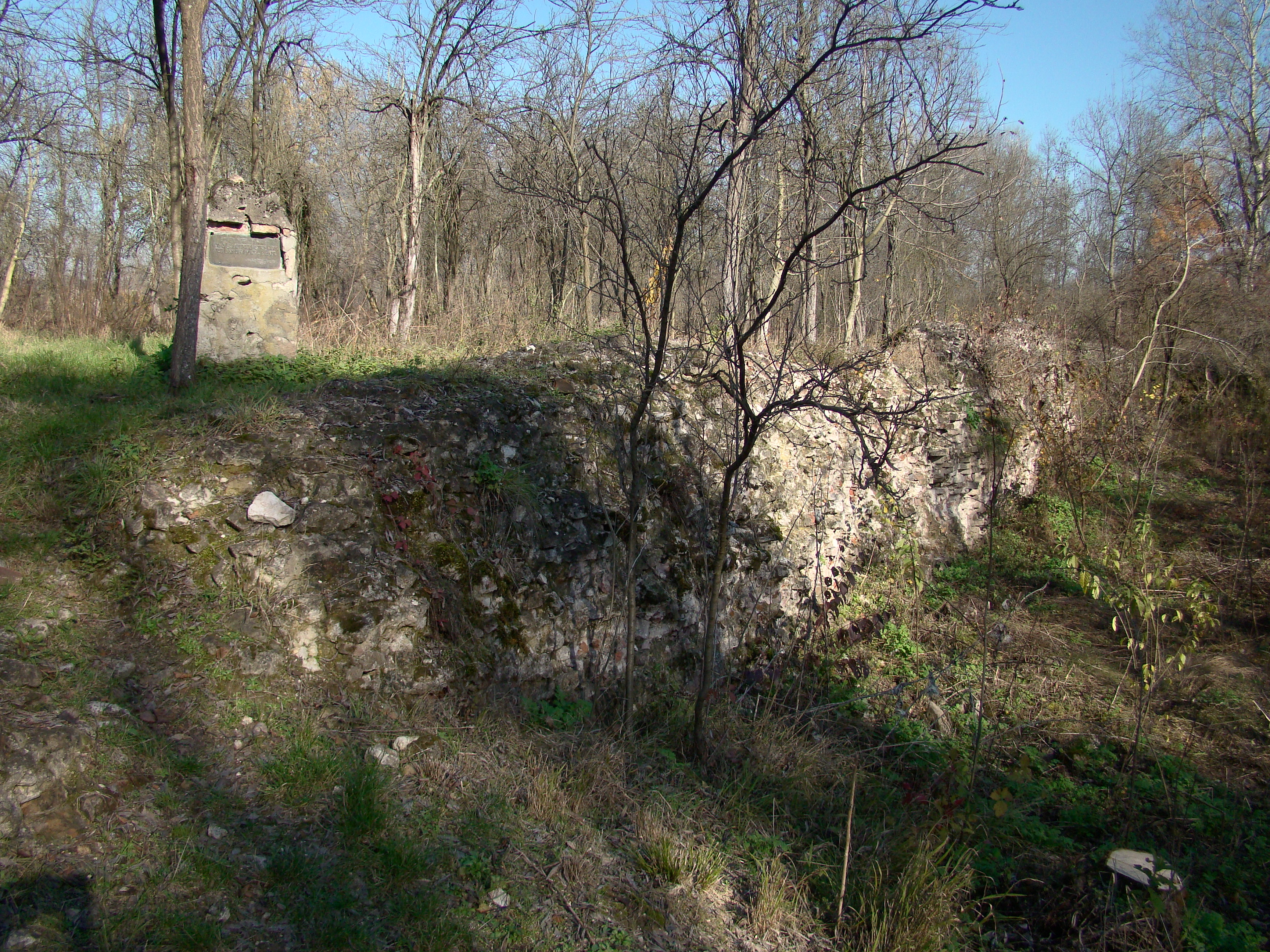
Autre vue des ruines.

Les ruines de la forteresse se trouvent en basse Syrmie, à proximité du village actuel de Kupinovo ; elles sont situées sur un bras-mort de la Save, aujourd'hui connu sous le nom d'« Obedska bara ».
Elle a été construite à la fin du XIIIe siècle ou au début du XIVe siècle par un roi de Hongrie pour protéger ses terres.
Constituée de pierres et de briques, elle forme un carré irrégulier de 57 m sur 57, avec des tours circulaires à chaque angle. L'entrée s'effectuait par une cinquième tour située au nord-est. Les remparts étaient entourés d'un fossé d'une profondeur maximale de 3 m et d'une largeur maximale de 17 m du côté de l'entrée. Dans la forteresse se trouvaient sans doute aussi des bâtiments résidentiels dont on ne connaît rien faute d'une investigation archéologique suffisante.
La première mention écrite de Kupinik remonte à deux chartes du roi Sigismond remontant au XIVe siècle. Au début du XVe siècle, la forteresse a été transférée aux despotes serbes. En raison du danger que représentaient les Ottomans, elle a été renforcée et modernisée ; deux tours ont été ajoutées aux remparts, l'une hexagonale au nord et l'autre octogonale à l'est. À proximité, le despote Đurađ Branković a fait construire l'église Saint-Luc, son église de cour, reliée aux fortifications par un pont.